# 西北乡
西北乡，是中华人民共和国四川省广元市朝天区曾经下辖的一个乡。2019年12月，撤销西北乡，将其所属行政区域划归羊木镇管辖。

## 行政区划
西北乡撤销前下辖以下地区：
石鸭村、车坝村、上坝村、龙凤村和关口村。